# Lissonota busoma
Lissonota busoma là một loài tò vò trong họ Ichneumonidae.